# Samantha Stewart
Samantha Leigh Stewart (ur. 12 października 1989) – kanadyjska zapaśniczka walcząca w stylu wolnym. Brązowa medalistka mistrzostw świata w 2021. 
Triumfatorka mistrzostw panamerykańskich w 2016. Srebrna medalistka igrzysk wspólnoty narodów w 2022. Wicemistrzyni igrzysk frankofońskich w 2013, a trzecia w 2017. Piąta w Pucharze Świata w 2018 i szósta w 2011. Druga na akademickich mistrzostwach świata w 2016 i trzecia w 2014 roku.